# Michael Spivak
Pour les articles homonymes, voir Spivak.
Michael David Spivak (né le 25 mai 1940 dans le Queens, à New York) et mort le 1er octobre 2020 à Houston, est un mathématicien nord-américain spécialiste de  géométrie différentielle et de topologie, connu aux États-Unis pour ses livres d'enseignement.

## Biographie
Spivak obtient en 1964 un doctorat sous la direction de John Milnor  à l'université de Princeton avec une thèse intitulée On Spaces Satisfying Poincaré Duality. Le célèbre livre Morse Theory de John Milnor est basé sur les notes prises par Spivak et Wells. Il est ensuite quelque temps à l'université Brandeis. Il passe l'année 1968-1969 à l'Institute for Advanced Study.
Spivak est surtout connu pour plusieurs livres d'enseignement, d'abord son gros traité Comprehensive Introduction to Differential Geometry en cinq volumes (3e édition en 1999), dans lequel figurent aussi des références historiques détaillés, par exemple à Gauss et Riemann, avec une traduction en anglais de leurs célèbres travaux, et une bibliographie annotée exhaustive. Ce livre est paru aux Publish-or-Perish-Press, maison d'édition qu'il a fondée. Il est aussi connu pour son cours de Calculus (cours d'analyse) largement utilisé aux États-Unis et au Canada (4e édition en 2008, 680 pages) ainsi que pour sa courte introduction à l’analyse des fonctions en plusieurs variables Calculus on Manifolds (1965). Il est l'auteur d'un autre court livre d'introduction à l'analyse intitulé A Hitchhikers Guide to Calculus (1995), et plus récemment de Physics for Mathematicians. Mechanics I (toujours aux éditions Publish or Perish, 2010, 733 pages).
Spivak a également écrit un livre sur TeX (The Joy of TeX: A Gourmet Guide to Typesetting with the AMS-TeX Macro Package, 1990). Il est l'auteur d'une police de caractères pour Tex appelée « MathTime Professional 2 Fonts » utilisée par lui et par d'autres éditeurs scientifiques.
En 1985, Spivak est lauréat du prix Leroy P. Steele pour A Comprehensive Introduction to Differential Geometry.

## Divers
Spivak a l'habitude de cacher, dans ses livres, des mentions de cochons jaunes (yellow pigs) et du nombre « 17 ». D'ailleurs, il est l'un des initiateurs des Yellow Pig's Days, journées humoristiques qui ont lieu le 17 juillet depuis  2004.
Il préconise par ailleurs d'utiliser des pronoms qui sont de « genre neutre » appelés Spivak Pronouns pour parler d'une personne sans référence à son sexe : ainsi, au lieu de « he » ou « she », il suggère de dire simplement « e ». Il s'est expliqué sur cet emploi dans la préface de son livre sur TeX, mais il ne l'utilise pas dans ce livre.

## Livres
- Calculus on manifolds: A modern approach to classical theorems of advanced calculus, New York-Amsterdam, W. A. Benjamin, 1965, xii+144 (MR 0209411) — Réimpression : Westview Press, 1971  (ISBN 0805390219).
- Calculus, Houston, Publish or Perish, 2008, 4e éd. (1re éd. 1967), 680 p. (ISBN 978-0-914098-91-1, lire en ligne).

— La version de 1967 est en ligne.
— La 3e édition est parue sous le (en) même titre, Cambridge, Cambridge University Press, 2006, 3e éd., 670 p. (ISBN 978-0-521-86744-3, lire en ligne).
- A Comprehensive Introduction to Differential Geometry, Publish or Perish, 1999, 3e éd. (1re éd. 1979), 489 p. (ISBN 0-914098-70-5)[8],[9],[10].
- The Joy of TeX : A Gourmet guide to typesetting with the AMS-TeX Macro package, American Mathematical society, 1990, 2e éd., 309 p. (ISBN 978-0-8218-2997-4, lire en ligne)
- A Hitchhiker's Guide to Calculus, The Mathematical Association of America, 1995, 122 p. (ISBN 978-0-88385-812-7)[11].
- Physics for Mathematicians : Mechanics I, Houston, Publish or Perish, 2010, xvi+733 (ISBN 978-0-914098-32-4)

### Article lié
Stable normal bundle (en)